# Isuzu Florian
Der Isuzu Florian war ein Mittelklassemodell des japanischen Automobilherstellers Isuzu, das von 1967 bis 1983 gebaut wurde.
Über die ungewöhnliche lange Produktionsdauer des Florian erfuhr er kaum Änderungen an der Karosserie; insgesamt gab es nur zwei eher geringfügige Facelifts. Der Florian wurde gemeinsam mit dem Isuzu 117 Coupé entwickelt, ist dessen Limousinen-Gegenstück und teilt sich mit ihm die Technik; er war der Nachfolger des Isuzu Bellel.
Der Florian war anfangs als viertürige Limousine und als fünftüriger Kombi lieferbar; der Kombi fiel später aus dem Angebot. Dem Antrieb dienten Vierzylinder-Benzinmotoren von 1,6 und 1,8 Liter Hubraum, aber auch ein 2,0 Liter großer Dieselmotor.
Bis zum Produktionsende im Jahr 1983 entstanden insgesamt 145.836 Exemplare des Florian, dem der Isuzu Aska nachfolgte. Der vom Florian abgeleitete Pickup namens Isuzu KB wurde dank der Verbindungen des Werks zu General Motors in zahlreiche Länder exportiert und in Nordamerika als Chevrolet LUV, in Europa und Australien als Bedford KB verkauft.
| Isuzu Florian:                   | 1600 (1973)                                                                                       | 1600 Super (1973)                                                                                 | 1800 (1973)                                                                               | 1800 TS (1973)                                                     | 1800 (1982)                                                                      | Diesel (1982)                                                                    |
| -------------------------------- | ------------------------------------------------------------------------------------------------- | ------------------------------------------------------------------------------------------------- | ----------------------------------------------------------------------------------------- | ------------------------------------------------------------------ | -------------------------------------------------------------------------------- | -------------------------------------------------------------------------------- |
| Motor:                           | 4-Zylinder-Reihenmotor (Viertakt)                                                                 | 4-Zylinder-Reihenmotor (Viertakt)                                                                 | 4-Zylinder-Reihenmotor (Viertakt)                                                         | 4-Zylinder-Reihenmotor (Viertakt)                                  | 4-Zylinder-Reihenmotor (Viertakt)                                                | 4-Zylinder-Reihenmotor (Viertakt)                                                |
| Hubraum:                         | 1584 cm³                                                                                          | 1584 cm³                                                                                          | 1817 cm³                                                                                  | 1817 cm³                                                           | 1817 cm³                                                                         | 1952 cm³                                                                         |
| Bohrung × Hub:                   | 82 × 75 mm                                                                                        | 82 × 75 mm                                                                                        | 84 × 82 mm                                                                                | 84 × 82 mm                                                         | 84 × 82 mm                                                                       | 86 × 84 mm                                                                       |
| Leistung bei 1/min:              | 62 kW (84 SAE-PS) bei 5200                                                                        | 66 kW (90 SAE-PS) bei 5400                                                                        | 74 kW (100 SAE-PS) bei 5400                                                               | 85 kW (115 SAE-PS) bei 5800                                        | 69–81 kW (94–110 SAE-PS) bei 5400                                                | 45,5 kW (62 SAE-PS) bei 4400                                                     |
| Max. Drehmoment bei 1/min:       | 122 Nm bei 2600                                                                                   | 124 Nm bei 3000                                                                                   | 143 Nm bei 3000                                                                           | 152 Nm bei 4200                                                    | 133–152 Nm bei 3000–4000                                                         | 123 Nm bei 2200                                                                  |
| Verdichtung:                     | 8,7:1                                                                                             | 8,7:1                                                                                             | 8,7:1                                                                                     | 9,7:1                                                              | 8,5–8,7:1                                                                        | 20,0:1                                                                           |
| Gemischaufbereitung:             | 1 Fallstrom-Vergaser Stromberg                                                                    | 1 Fallstrom-Doppelvergaser Stromberg                                                              | 1 Fallstromvergaser Stromberg                                                             | 2 SU-Horizontalvergaser                                            | 1 Doppelvergaser                                                                 | Diesel-Einspritzpumpe                                                            |
| Ventilsteuerung:                 | OHV, Kette                                                                                        | OHC, Kette                                                                                        | OHV, Kette                                                                                | OHV, Kette                                                         | OHC, Kette                                                                       | OHC, Kette                                                                       |
| Kühlung:                         | Wasserkühlung                                                                                     | Wasserkühlung                                                                                     | Wasserkühlung                                                                             | Wasserkühlung                                                      | Wasserkühlung                                                                    | Wasserkühlung                                                                    |
| Getriebe:                        | vollsynchronisiertes 3- oder 4-Gang-Getriebe a.W. Borg-Warner-Dreigang-Automatik Hinterradantrieb | vollsynchronisiertes 3- oder 4-Gang-Getriebe a.W. Borg-Warner-Dreigang-Automatik Hinterradantrieb | vollsynchronisiertes 4-Gang-Getriebe a.W. Borg-Warner-Dreigang-Automatik Hinterradantrieb | vollsynchronisiertes 4-Gang-Getriebe Hinterradantrieb              | 3-, 4- oder 5-Gang-Getriebe a.W. Borg-Warner-Dreigang-Automatik Hinterradantrieb | 3-, 4- oder 5-Gang-Getriebe a.W. Borg-Warner-Dreigang-Automatik Hinterradantrieb |
| Radaufhängung vorn:              | je zwei ungleich lange Querlenker, Schraubenfedern                                                | je zwei ungleich lange Querlenker, Schraubenfedern                                                | je zwei ungleich lange Querlenker, Schraubenfedern                                        | je zwei ungleich lange Querlenker, Schraubenfedern                 | je zwei ungleich lange Querlenker, Schraubenfedern                               | je zwei ungleich lange Querlenker, Schraubenfedern                               |
| Radaufhängung hinten:            | Starrachse, halbelliptische Blattfedern                                                           | Starrachse, halbelliptische Blattfedern                                                           | Starrachse, halbelliptische Blattfedern                                                   | Starrachse, halbelliptische Blattfedern                            | Starrachse, halbelliptische Blattfedern                                          | Starrachse, halbelliptische Blattfedern                                          |
| Bremsen:                         | Trommelbremsen rundum, Bremskraftverstärker                                                       | Trommelbremsen rundum, Bremskraftverstärker                                                       | Scheibenbremsen vorne, Trommelbremsen hinten, Bremskraftverstärker                        | Scheibenbremsen vorne, Trommelbremsen hinten, Bremskraftverstärker | Scheibenbremsen vorne, Trommelbremsen hinten, Bremskraftverstärker               | Scheibenbremsen vorne, Trommelbremsen hinten, Bremskraftverstärker               |
| Lenkung:                         | Kugelumlauflenkung                                                                                | Kugelumlauflenkung                                                                                | Kugelumlauflenkung                                                                        | Kugelumlauflenkung                                                 | Kugelumlauflenkung                                                               | Kugelumlauflenkung                                                               |
| Karosserie:                      | Stahlblech, selbsttragend                                                                         | Stahlblech, selbsttragend                                                                         | Stahlblech, selbsttragend                                                                 | Stahlblech, selbsttragend                                          | Stahlblech, selbsttragend                                                        | Stahlblech, selbsttragend                                                        |
| Spurweite vorn/hinten:           | 1325/1315 mm                                                                                      | 1325/1315 mm                                                                                      | 1325/1315 mm                                                                              | 1335/1315 mm                                                       | 1335/1315 mm                                                                     | 1335/1315 mm                                                                     |
| Radstand:                        | 2500 mm                                                                                           | 2500 mm                                                                                           | 2500 mm                                                                                   | 2500 mm                                                            | 2500 mm                                                                          | 2500 mm                                                                          |
| Abmessungen:                     | 4225–4305 × 1600 × 1445–1480 mm                                                                   | 4225–4305 × 1600 × 1445–1480 mm                                                                   | 4225–4305 × 1600 × 1445–1480 mm                                                           | 4225–4305 × 1600 × 1445–1480 mm                                    | 4430 × 1600 × 1445–1480 mm                                                       | 4430 × 1600 × 1445–1480 mm                                                       |
| Leergewicht:                     | 940–1020 kg                                                                                       | 1020 kg                                                                                           | 960 kg                                                                                    | 965 kg                                                             | 960–1040 kg                                                                      | 1035–1115 kg                                                                     |
| Höchstgeschwindigkeit:           | 140–150 km/h                                                                                      | 155 km/h                                                                                          | 160 km/h                                                                                  | 175 km/h                                                           | 160–175 km/h                                                                     | ca. 130 km/h                                                                     |
| 0–100 km/h:                      | n.a.                                                                                              | n.a.                                                                                              | n.a.                                                                                      | n.a.                                                               | n.a.                                                                             | n.a.                                                                             |
| Verbrauch (Liter/100 Kilometer): | 9–11 S                                                                                            | 9–12 S                                                                                            | 9–13 S                                                                                    | 10–15 S                                                            | 10–15 S                                                                          | 8–12 D                                                                           |